# Teoria della complessità algoritmica
La teoria della complessità algoritmica o teoria algoritmica della complessità si occupa dello studio della complessità descrittiva degli algoritmi e non delle risorse computazionali (memoria occupata e tempo di calcolo) necessarie ad eseguirli.
Non va, quindi, confusa con la teoria della complessità computazionale.
La teoria algoritmica della complessità è stata sviluppata principalmente da Kolmogorov, Chaitin e Solomonoff, per questo motivo è nota anche come "teoria K-C-S" dalle iniziali dei tre scienziati.